# 异食癖
异食癖（英語：Pica），又称异食症、乱食症，主要表现于持续性地摄取非营养的物质，如泥土，肥皂或冰等。这类行为需持续一个月以上，并且在患者食用的物质被认为不适合其年龄应有的发展水準，才能被称为异食癖。不过在某些文化中，一些类似于异食癖的行为是传统习俗的一部分。这种疾病可导致儿童中毒，并阻碍其身心发育。除此之外，异食癖还可引起肠梗阻、营养不良和寄生虫病等。异食癖的病因尚不清楚，可能的解释包括矿物质缺乏症和精神异常等。异食癖在女性和儿童中更常见，特别是怀孕妇女、幼童及有发展障碍的人群，如自闭症患者。

## 症状

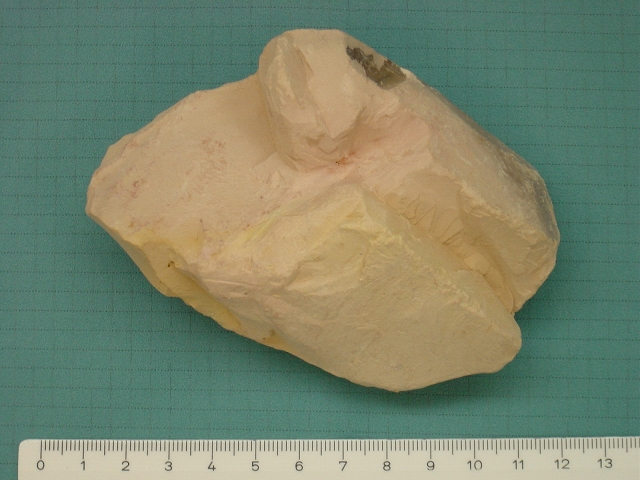
一位异食癖患者所吞食的高岭土，伴有少量石英

常见异食癖患者食用的非营养物质有：
- 泥土
- 岩石
- 沙
- 肥皂
- 冰
- 涂料
- 纸
- 生土豆
- 粉笔

### 并发症
患者食用的物质可能引起并发症，例如由不能被人体消化的异物引发的腹痛；某些涂料会导致铅中毒；毛球可造成肠梗阻；粪便及灰尘可引起弓形虫或弓蛔虫感染及其他寄生虫病等。

## 诊断
目前对于异食癖还没有单一的测试。但因为营养不良者可患上异食癖，血液测试可以被用来检测铁与锌的浓度以及贫血症。

### DSM
DSM-IV中对异食癖的诊断标准：
1. 持续食用非营养物质至少一个月以上；[6]
2. 食用的物质被认为不适合其年龄应有的发展水平；[6]
3. 食用非营养物质的行为并不是患者所属文化之习俗的一部分；[6]
4. 如果吃食行为仅发生在其他精神疾患（如智力障碍，广泛性发育障碍，精神分裂症)的病程中，则必须相当严重而应得到独立的临床注意。[6]

### 鉴别诊断
自闭症、精神分裂症及某些身体疾病（如克莱恩-莱文症候群）患者可能会食用非营养物质。在这种情况下，异食癖不应该被诊断为额外的症状。

## 病因
零星研究表明，很多异食癖个例是因人体缺乏某种矿物质而引起的，诸如铁、锌等。缺铁症本身有时又是乳糜泻或钩虫感染的结果。此类患者食用的物质常含有其身体所缺乏的矿物质。
最近有学者考虑将强迫症归为异食癖的病因之一。不过目前在被广泛使用的精神疾病诊断与统计手册（DSM-IV）中，异食癖仍被认为是一种精神疾病。感知、生理、文化和社会心理等因素也有被用来解释异食癖的起因。
不过，异食癖也可能是某些文化中习俗的一部分。美国佐治亚州的黑人女性食用高岭土的习俗在DSM-IV被列为文化依存症的一种。在非洲一些地区，食用高岭土也很常见。这种习惯对身体有一定好处，因为粘土可以吸收植物毒素，从而保护人体不受生物碱和单宁酸的危害。

## 治疗
治愈异食癖的方法因人及起因而异（如儿童、发展障碍、妊娠或精神病患）。一般治疗的第一步包括检查和治疗矿物质缺乏症等，比如由缺铁引起的异食癖可经由饮食中额外的铁补给治愈。如果是由精神病因素造成的，相应的治疗及药物如SSRIs曾有见效。 不过，以往的报告警告人们在所有非精神病因素被排除之前，不要轻易使用药物来治疗异食癖。

## 历史
异食癖的现象早在13世纪拉丁文文献中就已被希腊人和罗马人记载，不过直到1563年关于这种疾病的描述才出现在医学文献中。在17世纪的美国南部，黑人奴隶们常食用泥土来为自己补充矿物质
。研究表明在16世纪到20世纪期间，异食癖曾被认为是其他疾病的症状而不是一种单独的疾病。直到现在，一些可被称作异食癖的行为仍是某些文化中的治愈方法或宗教仪式中的一部分。

### 英语词源
英语一词源于喜鹊的拉丁语名字，因为喜鹊是非常杂食性的动物，在古代曾被人们认为是什么都吃的鸟类。